# Honey Don’t
Honey Don’t (englisch sinngemäß für: Bitte nicht, Süße) ist ein von Carl Perkins geschriebener Rock-’n’-Roll-Song, der 1956 als B-Seite seiner Single Blue Suede Shoes veröffentlicht wurde.
1964 wurde von der britischen Band The Beatles auf ihrem Studioalbum Beatles for Sale eine Coverversion des Stücks veröffentlicht.

## Aufnahme von Carl Perkins
Honey Don’t wurde am 19. Dezember 1955 im Sun Studio in Memphis von Carl Perkins eingespielt. Produzent der Aufnahme war Sam Phillips.
Das Lied wurde als B-Seite für die Single Blue Suede Shoes verwendet, die Platz 2 in den US-amerikanischen Charts erreichte. Beide Lieder wurden zu Rockabilly-Standards. Honey Don’t erschien auch in den Filmen Prince of Tides, Diner und Perfect Sisters. Ursprünglich weigerte sich der Bruder von Carl Perkins, Jay Perkins, das Lied wegen der Akkordwahl aufzunehmen. Perkins konnte aber letztlich seinen Bruder überzeugen, bei den Aufnahmen mitzuwirken. Carl Perkins und seine Band spielten den Song zusammen mit Blue Suede Shoes während ihres Fernsehdebüts beim Ozark Jubilee auf ABC am 17. März 1956.
Besetzung
- Carl Perkins: Leadgitarre, Gesang
- Jay Perkins: Gitarre
- Clayton Perkins: Bass
- W.S. „Fluke“ Holland: Schlagzeug

## Version der Beatles
Honey Don’t gehörte seit 1962 zum Liverepertoire der Beatles, gesungen wurde es von John Lennon. Eine der Aufnahmen für die BBC Radio erschien auf dem Album Live at the BBC. Da die Beatles bemüht waren, Ringo Starr pro Album einen Gesangspart zu überlassen, nahmen sie als letztes Lied für das Album Beatles for Sale Honey Don’t auf.
Ringo Starr sagte dazu: „Wir kannten alle Honey Don’t, das war einer jener Songs, den jede Band in Liverpool spielte. Und darum nahmen wir den Song für Beatles for Sale auf. Das war ermutigend. Und am Ende bekam ich doch noch einen Song: mein kleiner Sonderauftritt.“
Die US-amerikanischen Tonträgergesellschaft Capitol Records verwendete Honey Don’t für das US-amerikanische Album Beatles ’65 und veröffentlichte die EP 4 by the Beatles , auf der sich auch Honey Don’t befindet.
Am 21. Oktober 1985 waren George Harrison und Ringo Starr Gast bei Carl Perkins, der in den Limehouse Television Studios in London das Fernsehspecial Blue Suede Shoes: A Rockabilly Session aufnahm. Harrison sang Everybody’s Trying to Be My Baby, Starr Honey Don’t .

## Aufnahme der Beatles
Honey Don’t wurde am 26. Oktober 1964 in den Londoner Abbey Road Studios (Studio 2) mit dem Produzenten George Martin aufgenommen. Norman Smith war der Toningenieur der Aufnahmen. Die Band nahm fünf Takes auf, wobei der fünfte Take auch für die finale Version verwendet wurde. Die Aufnahme von Honey Don’t dauerte zwischen 16:30 und 18:30 Uhr. Die Abmischung des Liedes erfolgte am 27. Oktober 1964 in Mono und in Stereo.
Besetzung
- John Lennon: Akustikgitarre
- Paul McCartney: Bass
- George Harrison: Leadgitarre
- Ringo Starr: Schlagzeug, Gesang

## Veröffentlichungen
- Am 1. Januar 1956 erschien in den USA die Single Blue Suede Shoes / Honey Don’t!.[3]
- 1957 erschien das Studioalbum Dance Album of…Carl Perkins von Perkins, auf dem sich ebenfalls Honey Don’t befindet.[4]
- Am 13. November 1964 erschien in Deutschland das sechste Beatles-Album Beatles for Sale, auf dem Honey Don’t enthalten ist. In Großbritannien wurde das Album am 4. Dezember 1964 veröffentlicht, dort war es das vierte Beatles-Album.
- In den USA wurde Honey Don’t auf dem dortigen siebten Album Beatles ’65 am 15. Dezember 1964 veröffentlicht.
- In den USA erschien am 1. Februar 1965 die EP 4 by the Beatles, auf der sich ebenfalls Honey Don’t befindet.
- In Frankreich wurde eine Beatles-EP mit dem Titel Honey Don’t im Dezember 1965 veröffentlicht.[5]
- Im Frühjahr 1965 wurde in Griechenland die Single Honey Don’t /Everybody’s Trying to Be My Baby veröffentlicht.[6]
- Für BBC Radio nahmen die Beatles unter Live-Bedingungen eine weitere Fassung von Honey Don’t auf, die am 1. August 1963, im BBC Playhouse Theatre, London eingespielt wurde und erschien am 28. November 1994 auf dem Album Live at the BBC. Der Sänger bei dieser Version ist John Lennon und nicht Ringo Starr.
- Am 17. November 1964 spielten die Beatles für die BBC Honey Don’t im BBC Playhouse Theatre, London mit Ringo Starr als Sänger ein. Diese Version erschien am 8. November 2013 auf dem Album On Air – Live at the BBC Volume 2.
- Ringo Starrs Version von Honey Don’t erschien am 12. Oktober 1990 auf dem Livealbum Ringo Starr and His All-Starr Band sowie auf den Livealben Tour 2003 (2004) und Ringo Starr & His All Starr Band Live 2006 (2008).
- John Lennons Version von Honey Don’t erschien am 1. Oktober 2010 auf der Kompilation-Box Signature Box, auf der CD Home Tapes, sowie auf dem Box-Set von John Lennon/Plastic Ono Band, das am 23. April 2021 veröffentlicht wurde.

## Weitere Coverversionen
Coverversionen des Songs wurden unter anderem aufgenommen von:
Ronnie Hawkins (1960), Wanda Jackson (1964), Mac Curtis (1970), Shakin’ Stevens (1971), Skitzo (1988) Orion (1999), Billy Field (1989), Lee Rocker (2012).
T. Rex nahmen den Titel 1971 während der Session für das Album Electric Warrior auf. Das Outtake wurde erst 1989 veröffentlicht.